# Iu Pascual i Rodés
Iu Pascual i Rodés   (Vilanova i la Geltrú, 28 d'octubre de 1883 - Riudarenes, 29 de juliol de 1949) va ser un pintor paisatgista català. Deixeble de Joan Llimona al Cercle Artístic de Sant Lluc, es va especialitzar en la pintura de paisatge, i va destacar per les seves representacions bucòliques i tradicionals. En una primera etapa, la seva pintura és d'un cromatisme intens, que evoluciona cap a un acostament a la natura. Va col·laborar amb Antoni Gaudí en les pintures murals del vestíbul de La Pedrera i va participar en la restauració de la Catedral de Mallorca. Va dissenyar els vitralls del monestir de Montserrat.
A la mort de Josep Berga i Boix va ser nomenat director de l'Escola Menor d'Arts i Oficis d'Olot (1914), des d'on va impulsar la creació per part de la Generalitat de Catalunya de l'Escola Superior de Paisatge d'Olot (1934), de la qual va ser director. Després de la guerra civil, un cop desapareguda l'Escola, es va instal·lar a Riudarenes a causa de la repressió política.

## Biografia

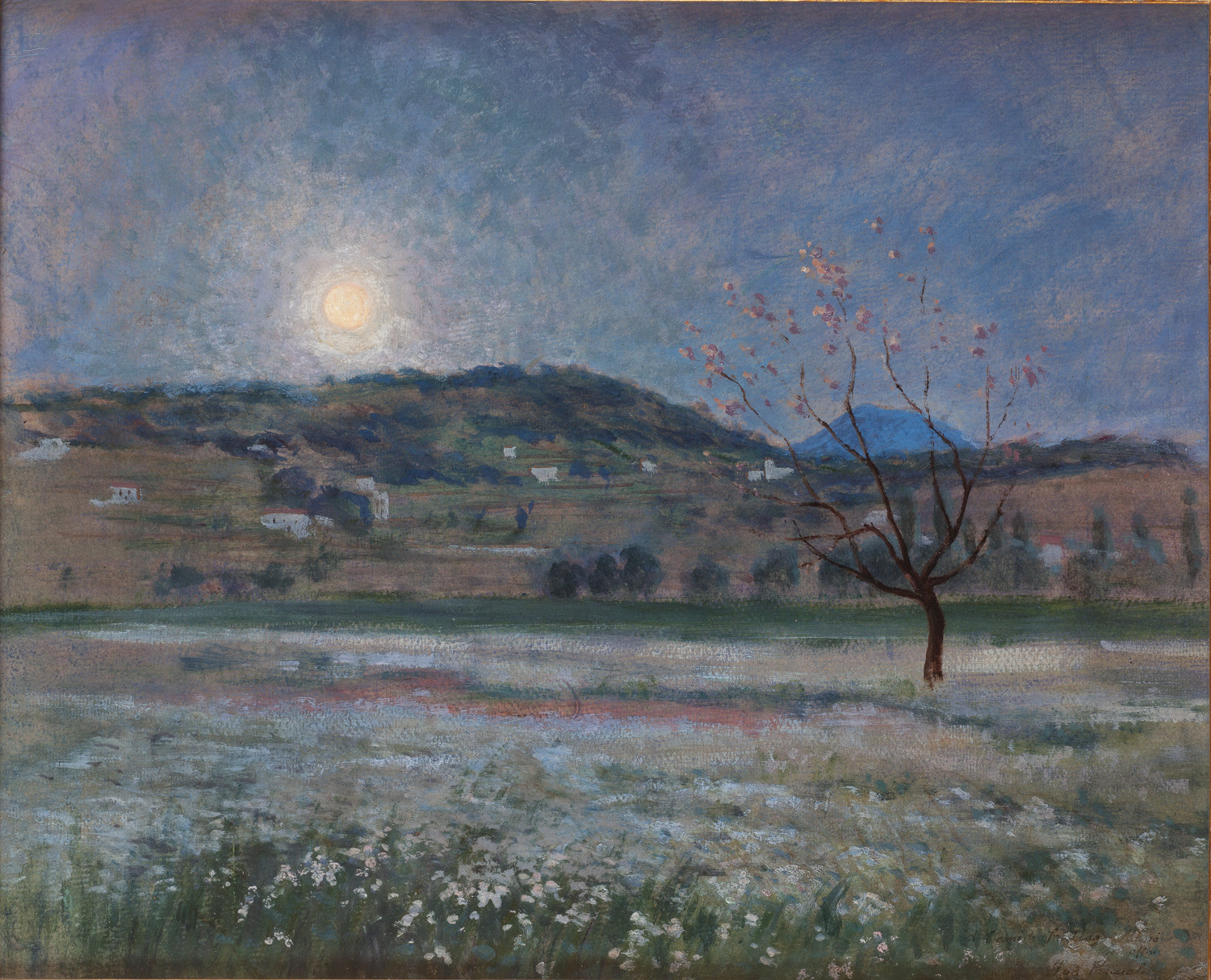
Iu Pascual, Nit de lluna a la Garrotxa (c. 1920). Fundació Rafael Masó.Fundació Rafael Masó

Iu Pascual i Rodés va néixer el 28 d'octubre de 1883 al carrer de Pàdua número quinze de Vilanova i la Geltrú. Va ser el primer fill del matrimoni entre Ybo Pascual i Soler, fill únic i hereu d'una rica hisenda, i Teresa Rodés i Ballester, filla d'una important família de Cornudella de Montsant. Iu Pascual va tenir la sort de créixer en una bona casa, amb mobles luxosos d'aire senyorial, i en una família sense problemes econòmics.
Pascual va tenir una infantesa tranquil·la i agradable, voltat de minyones i mainaderes que es cuidaven d'ell. L'any 1983 comença a estudiar al Col·legi dels Pares Escolapis, on anaven els nens de casa bona. Iu va ser un bon alumne, ni massa seriós ni massa entremaliat, i va destacar des de petit en dues activitats: el dibuix i la música. En veure el seu talent, els pares el van apuntar a classes de solfeig amb el mestre Antoni Urgellés i a dibuix, primer amb el senyor Emili Comas i després amb Josep Sugranyes, fill d'una família de pintors, decoradors i escenògrafs de Vilanova. El petit Iu estudiava història i retòrica, matemàtiques, música i dibuix amb bona voluntat i profit. Ho feia tot amb un somriure que no amagava mai. Ja de ben jove, els llibres de text d'Iu Pascual duien la seva marca personal i mostraven uns ninots plens de vida, amb un aire marcadament caricaturesc.
Les primeres mostres publicades dels seus dibuixos van aparèixer al diari del col·legi, que s'imprimia amb el rudimentari procediment del velògraf. Ell es va encarregar de les il·lustracions i de la part gràfica, tot i que aquest diari va tenir una vida efímera.
En temps de vacances, l'Iu solia anar a Cornudella, a la casa pairal de la seva mare. Aquest indret esdevé per a ell el lloc somiat, un refugi de pau. El mar --després en conversaria-- no l'atreia gens; en canvi, el paisatge i la vida a Cornudella l'encantaven. S'allotjava al mas de les Moreres, un de tants dels que posseïa la família Rodés al seu poble natiu, en una situació privilegiada.
En acabar els estudis de batxillerat, la seva mare el va convèncer per cursar la carrera d'arquitecte. El setembre de l'any 1900, Iu Pascual i Rodés marxa a Barcelona.

### Barcelona: els anys de joventut
La Barcelona del 1900 era força diferent de la d'avui. Llavors, el Tibidabo quedava ben lluny, el passeig de Gràcia era una via incipient i Horta, Sarrià i Sant Gervasi de Cassoles eren poblets tranquils i distants. El rovell de l'ou eren la Boqueria i el carrer Ferran, sembrat de botigues luxoses. Tota mena de tertúlies s'aplegaven als cafès, com el cafè restaurant Au Lion d'Or, la Maison Doré, el Cafè del Liceu o Els Quatre Gats. Iu Pascual va arribar a Barcelona a disset anys. Havia sentit a parlar dels artistes que freqüentaven aquests llocs, com Ramon Casas o Santiago Rusiñol, i es preguntava quina seria la seva tertúlia.
Però abans de tot això havia de complir amb la responsabilitat familiar i matricular-se a l'Escola d'Arquitectura de Barcelona. Un cop matriculat és possible que assistís a les classes, i que, de totes les assignatures, la que més l'interessés fos la de dibuix. El dibuix era l'autèntica essència de la carrera, i era imprescindible inscriure's en una acadèmia particular per aprovar. Iu s'inclinaria per l'acadèmia que feia poc havia obert a Barcelona Joan Baixas. A l'Acadèmia Baixas va fer les primeres amistats; entre d'altres, Joaquim Torres i García. El senyor Baixas s'enduia els alumnes al camp perquè pintessin. Iu Pascual va freqüentar aquesta acadèmia fins al 1905 o el 1906. El centre tenia més de cinquanta alumnes, entre els quals hi havia Antoni Almirall, Joan Cardona i Lladós, Domènec Carles, Ismael Smith, Torné Esquius, Lluís Mercader, Ramon Baixeras i Josep Porta. El senyor Baixas feia periòdicament exposicions dels treballs dels seus deixebles, i aquestes van ser les primeres mostres col·lectives en què va participar Iu Pascual.
No sabem la durada dels seus estudis d'arquitectura. En una carta que el 1919 va dirigir al ceramista Llorens Artigas deia textualment que no va seguir la carrera d'arquitecte "perquè pogué més en mi l'afició a la pintura, entregant-m'hi completament". El cas és que ell es va decantar per la pintura i va continuar pintant. El primer quadre --segons pròpia confessió, que va reiterar més d'un cop-- el va pintar el 23 de desembre del 1900. Havent pres aquesta decisió fermament, Pascual va ampliar l'àmbit de les seves amistats buscant nous ambients, i d'aquesta manera va conèixer el Cercle Artístic de Sant Lluc, que llavors presidia el notable pintor Joan Llimona. Aquell cenacle s'adeia a la manera de fer i de pensar del novell pintor. Feia anys que Ramon Casas i Santiago Rusiñol arrossegaven una bohèmia desvergonyida que aplaudien els seus amics i admiradors. Joan Llimona, intransigent fins a la mort, fanàtic convençut, home íntegre i catòlic, no es podia avenir amb el tarannà del Cercle Artístic de Barcelona i, arran d'uns esdeveniments que van passar en un ball de disfresses, va protagonitzar un moviment d'escissió i antagonisme, i va fundar el Cercle Artístic de Sant Lluc. Pascual seria un assidu de les classes i les tertúlies de la institució, i formaria part de la seva llarga llista de socis.
A partir d'aquest moment, Iu Pascual es considerarà deixeble de Llimona per sempre més. Alumne i mestre van congeniar tant que Llimona, com a premi pel seu bon comportament, va dedicar a Pascual un dibuix al carbó, de grans proporcions, amb la inscripció "A mon estimat deixeble Ivo Pascual, Joan Llimona".
L'Acadèmia Baixas, el Cercle Artístic de Sant Lluc i el pintor Joan Llimona constitueixen, doncs, els vèrtexs del triangle dins del quan s'inclouen les primeres activitats artístiques d'Iu Pascual.
Els primers anys d'estada a Barcelona, la vida d'Iu es va concentrar en el treball. Joan Llimona es va interessar pel noi i el va ajudar a trobar feina precisament al taller d'Antoni Gaudí, un home ja llavors molt admirat per tothom. Pascual hi va treballar durant trenta anys. Sota les ordres de l'arquitecte va dibuixar les vidrieres de la Seu de Mallorca i va col·laborar en la decoració de la casa que el doctor Pere Milà i Camps aixecava al passeig de Gràcia i que més tard seria batejada pels barcelonins com La Pedrera. El taller de Gaudí era una mena de continuació del Cercle Artístic de Sant Lluc, on treballaven Torres i García, Ricard Opisso, Aleix Clapés, Xavier Nogués i Jaume Llongueras, entre d'altres.
Quan la feina l'hi permetia, Iu Pascual anava a Vilanova i la Geltrú, i d'allà s'escapava a Cornudella, buscant els sots ombrívols i els llargs xiprers del paisatge. Ell no va pintar mai el cel blau del poble, sinó les penombres de les vores dels torrents i les fosques capçades dels arbres. Aquelles primeres teles eren fosques, crepusculars. Quan Pascual les hi va ensenyar, Joan Llimona el va encoratjar i li va prometre que les exposaria. Va ser llavors quan Iu Pascual va pensar que li calia disposar d'un taller propi. Va trobar un vell edifici amb una petita cambra situada al cinquè pis, on es va instal·lar. Aquell taller, amb els anys, esdevindria cenacle de visites i d'amables converses. Josep Carner, amb qui va iniciar una relació d'amistat poc temps després, el visitava sovint.
Va ser l'any 1902 que el Cercle Artístic de Sant Lluc va organitzar la V Exposició d'Art, i aquesta va ser la primera vegada que Pascual va exposar les seves obres al públic barceloní. Hi va portar vuit peces, cinc del Priorat i tres d'Horta, que oscil·laven entre les 40 i les 250 pessetes, mentre que Joan Llimona havia fixat per la seva obra "Els últims passos" el preu de 2.500 pessetes.

### Els primers amics
Del 1902 al 1910, la vida d'Iu Pascual es condensa en una llarga troballa d'amics. Un dels primers va ser el poeta Josep Carner, que llavors estudiava la carrera de Lleis de Filosofia i Lletres. Per raons de veïnatge, un altre dels amics de Pascual va ser Alexandre de Cabanyes, que tenia una gran fortuna i un prestigi com a pintor de marines. El focus de les amistats de Pascual el trobem realment en les tertúlies extraescolars dels deixebles de Francesc d'Assís Galí i Fabra, que, amb la creació de l'Escola d'Art Galí, va crear una mena de família artística cohesionada per un ideal comú: el Noucentisme. Per les seves aules hi van passar Francesc Vayreda, Jaume Mercadé, Francesc Vidal i Gomà, Rafael Benet, Lluís Plandiura i Pou, Esteve Monegal, Joan Miró, Ignasi Mallol i Manuel Humbert, entre d'altres. Entre tots ells trobem dos grans amics d'Iu Pascual: Lluís Plandiura i Francesc Vayreda. Xavier Nogués, Domènec Carles, Iu Pascual, Alexandre de Cabanyes i Ricard Canals, agermanats per Lluís Plandiura, van formar una penya d'amics indissoluble.
A Vilanova i la Geltrú, els seus pares seguien tots els passos que Iu feia a Barcelona i de lluny vigilaven les seves amistats. La seva mare no volia que s'enganxés al carro de la bohèmia, i, juntament amb l'àvia del pintor, Antònia Soler, es va traslladar a Barcelona cap al 1903. A partir d'aquell any Iu, va viure a Barcelona, a casa dels seus pares, que no el van contradir gaire en les seves amistats.

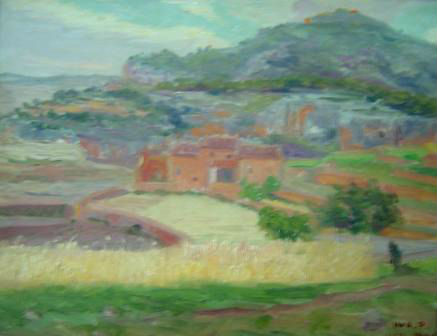
Paisatge, 1905 Museu Victor Balaguer

Un amic de l'última volada va ser el pintor Marià Pidelaserra, a qui va conèixer a la Sala Parés i amb qui de seguida simpatitzaria. L'any 1902, Pidelaserra exposà en aquesta mateixa sala quaranta obres d'influència impressionista que havia pintat a París. Iu sentia una gran curiositat per totes les novetats que es presentaven a Barcelona. Aquella exposició fou un fracàs rotund, que Iu no oblidà fàcilment. El 1904, Pidelaserra exposaria de nou a l'Ateneu de Barcelona, llavors instal·lat en una de les dependències del Teatre Principal, i Francesc Pujols donaria una conferència sobre aquest pintor. Iu quedà bocabadat davant d'aquell conferenciant, que, amb el temps, entraria al nucli de les seves amistats. Francesc Pujols acabava de guanyar la Flor Natural als Jocs Florals de Barcelona, el 1903, amb només vint-i-un anys.
Durant els anys 1904 i 1905, el literat amb qui més contactes tenia era Josep Carner, a qui convidà a passar uns dies a Cornudella. Carner veia el seu amic Iu ple de melangia, i li dedicà uns versos l'any 1905 a la revista "Catalunya", de la qual era pràcticament el director.
Per a Iu Pascual, la preferència és claríssima: el paisatge amb el qual s'identifica amb més força és el de la seva infantesa, que contemplava des de Cornudella de Montsant i que rodejava el mas de les Moreres, on estiuejava.

### Olot: la maduresa
Iu Pascual havia admirat el paisatge d'Olot en les teles de Joaquim Vayreda, Melcior Domenge, Enric Galwey i Josep Berga i Boix, coneixia algunes anècdotes de Rusiñol viscudes a la fonda de Can Campana i havia sentit Francesc Vayreda parlar dels estius que hi havia passat. Olot havia estat un focus d'atracció per als pintors catalans. La influència de Vayreda va ser definitiva, ja que va temptar Pascual dient-li que el paisatge l'entusiasmaria, que allà hi tindria amics i que Ignasi Mallol també hi volia anar. Iu va acceptar la invitació a passar l'estiu a Olot. Després de l'èxit de l'exposició de Les Arts i els Artistes la primavera del 1910 va marxar a Olot al maig. Llavors, aquesta població era una vila industrial amb xemeneies de fàbriques i sirenes que tocaven quan havien d'entrar o sortir els obrers. La petita ciutat tenia uns vuit mil habitants. Aquell estiu, Iu es va dedicar plenament a la pintura. Pressentia que aquell paisatge l'apropava al seu admirat Corot. La seva primera estada s'acabaria el 25 d'octubre, després de cinc mesos de contacte amb el paisatge olotí, que el va captivar intensament.
El 5 de febrer de 1911, Iu Pascual inaugura la primera exposició de pintures olotines a la Sala Parés. L'endemà, la premsa barcelonina recollia les crítiques. És aquest el moment en què es comença a parlar de la influència de Corot en la seva pintura. Jaume Bofill i Mates a "La Veu de Catalunya" estudia l'evolució pictòrica d'Iu Pascual i opina que les terres d'Olot són les que més s'adiuen amb l'esperit del pintor i que les seves teles no serien comprensibles sense les figures. Pascual s'ha enfrontat amb un nou paisatge i l'ha interpretat. El públic reacciona favorablement i compra gairebé tots els quadres exposats.
En arribar el bon temps, el grup d'amics olotins torna a aquelles terres. La segona estada d'Iu Pascual a Olot va servir per intimar més amb la família Bassols. Aquell estiu, Pascual va pintar abundantment els paisatges d'Olot i els seus amics van marxar a París el 24 d'octubre, però ell es va quedar. Amb l'exposició celebrada al Faianç Català el 5 de febrer de 1912, Iu Pascual aconsegueix un dels èxits més ressonants de la seva vida artística. Totes les teles són d'Olot. Ricard Canals li va dibuixar al carbó el cartell anunciador de l'exposició, amb dues figuretes femenines. El 17 de febrer de 1912, Torres i García a la revista "La Catalunya" diu que Pascual ja no és el paisatgista impressionista ni tampoc el romàntic, sinó el clàssic pintor de paisatges, a la manera de Corot i Charles François Daubigny. L'èxit va ser definitiu i es van vendre totes les teles. Miquel Utrillo inaugurava les seves crítiques d'art a "La Publicidad" dient: "Los paisajes de Olot vistos por Iu Pascual son esto y nada más; que ya es bastante cualidad que la obra de un pintor no se asemeje a la de otros... Es pues la obra de un verdadero paisajista, estudioso y sincero."
El 10 de juliol, Iu Pascual va rebre una salutació del conseller regidor del districte vuitè de Barcelona que li comunicava que la comissió designada per la Governació volia adquirir tres quadres seus. Això va arrodonir l'èxit. Però coincidint amb aquell èxit va sorgir una desgràcia, i és que l'economia familiar s'havia debilitat notablement a causa d'una mala jugada del pare, Ybo Pascual, a la borsa. Aquell contratemps econòmic devia obligar Iu a ajudar a les despeses de la casa, cosa que es va poder permetre gràcies al seu èxit consolidat. L'any 1912 va poder anar dos mesos a París en un viatge d'estudis, que poc va influir en la seva manera de pintar.
L'estiu del 1912, Iu Pascual torna a Olot a passar-hi l'estiu i l'acostament a Maria Bassols és cada cop més definitiu. Aquest any no tornarà a Barcelona fins al novembre. Abans de marxar va ensenyar els quadres que havia pintat aquell estiu als seus amics més íntims a can Vayreda. L'any 1913, en la seva tornada a Barcelona, exposarà a la Sala Parés amb Les Arts i els Artistes i amb el Cercle Artístic de Sant Lluc.
Aquest any també serà el del casament amb Maria Bassols i Bassols. Els pares d'Iu van pensar que era prematur, atesa la difícil situació per la qual passava la família, però ell va tirar endavant sense el consentiment paternal. Amb el suport del seu oncle Anton, germà de la seva mare, padrí de naixement i que també ho serà de casament, es van casar a Barcelona. Van passar la lluna de mel a Vilanova, i de retorn a Barcelona, la vida familiar va tornar a la normalitat. Finalment, el matrimoni s'instal·laria a Olot. Allà, les tertúlies artístiques tenien lloc al taller de Francesc Vayreda, i, quan no hi era, Pascual feia escapades a Barcelona.
El 8 d'octubre de 1914 mor Josep Berga i Boix, director de l'Escola de Belles Arts d'Olot durant els darrers trenta-set anys. Aquella mort va commoure Pascual i, sense que ho sabés, canviaria la seva vida. L'1 de desembre és nomenat substitut el seu ajudant, l'escultor Celestí Devesa. Pocs dies abans de Nadal, la Comissió de Foment de la Diputació de Girona va anunciar un concurs per cobrir les places de professor i director i ajudant de l'Escola de Belles Arts, i Pascual va decidir presentar-s'hi. Es va desplaçar a Barcelona per demanar al seu antic mestre Joan Llimona un certificat de les seves activitats artístiques. També en va demanar un a Carles Pirozzini i Martí, secretari de la Junta de Museus de Barcelona. En la resolució del concurs no va haver-hi unanimitat. Tot i això, la Comissió de Foment va proposar la designació de Pascual "con el conocimiento de que continuaría la gloriosa tradición pictórica de Olot". El 8 de febrer de 1915, Iu Pascual va prendre possessió del càrrec davant l'alcalde d'Olot.
Iu Pascual: director de l'Escola de Belles Arts d'Olot
En el seu nou càrrec, Iu Pascual volia modificar el pla d'ensenyament, però no pas de cop, sinó introduint-hi noves orientacions a poc a poc. Per la festa del Corpus d'aquell any es va encarregar la restauració dels gegants a l'Escola de Belles Arts, que van estrenar uns vestits que suscitaren opinions contradictòries. El Deber deia que "en general s'ha comentat favorablement..., encara que la gegantessa ha perdut part de la seva opulència i grandiositat que tenia amb els altres vestits més ondulats i rumbosos".
Aquell any va fer alguns breus viatges a Girona, on quedà captivat pels campanars de la catedral i de Sant Feliu, i de les altres esglésies gironines. Allà pintà alguns quadres que cridaren l'atenció dels crítics.
De cara al curs 1915-16 de l'Escola de Belles Arts d'Olot, Iu Pascual imposa una edat mínima de deu anys als alumnes. Així volia treure el màxim profit als alumnes que més despuntaven, a qui s'emportava els dissabtes a pintar al camp i a qui oferia les aules per pintar voluntàriament fora de l'horari establert. En acabar aquest curs, el director es proposà canviar el pla d'ensenyament i ampliar-lo amb noves disciplines --escultura, ferro forjat--, però aquesta idea no es portà a la pràctica fins disset anys més tard.
El 1917 es produïren dos fets importants: el casament del seu amic Francesc Vayreda, amb el seu trasllat definitiu a Olot, i la vinguda d'Ignasi Mallol, amb qui havia compartit els seus anys de joventut. Just abans d'això, Iu Pascual marxà una temporada a Cornudella, on pintà força quadres, els necessaris per omplir la següent temporada la Sala Parés. Quan tornà a Olot tingué l'oportunitat de parlar amb Eugeni d'Ors i Santiago Rusiñol, i aprofità per preparar l'exposició dels treballs dels alumnes de l'escola, on presentà els nous models de guix que havia adquirit per a les classes de dibuix, que van causar cert escàndol.
Una de les preocupacions constants que Iu Pascual va tenir mentre va ser director de l'Escola de Belles Arts d'Olot va ser la d'educar artísticament els seus alumnes i de promoure llur pintura. El 1917 se celebrà a Barcelona la important "Exposició retrospectiva i moderna d'art francès", de la qual parlà tota la premsa, i Iu va pensar que els seus alumnes l'havien d'anar a veure. L'any 1918, amb motiu de les festes del Tura, va organitzar una magnífica exposició de les obres dels alumnes, i s'encarregà que amics seus, com Josep Llimona i Domènec Carles, els n'adquirissin alguna. A la Memòria dels cursos 1916-18, Iu Pascual demana a la Diputació que subvencioni cada tres anys l'alumne més avantatjat de l'Escola amb una beca per ampliar estudis a Barcelona o a l'estranger. També insisteix en la necessitat d'incrementar els ensenyaments de l'escola en l'aplicació dels oficis de decoració, gravat o escultura de talles, i també informa la Corporació provincial que a l'Escola s'han donat conferències de model viu sobre anatomia artística i història de l'art. Això dona una idea molt clara de com funcionava l'Escola i de les innovacions que es varen fer. Va ser l'any 1918 quan, per primera vegada, van sonar a les pàgines de la premsa local els noms dels alumnes Josep Pujol i Ripoll i Vicenç Solé-Jorba, que amb els anys esdevindrien pintors notables.
L'any 1919 s'organitza una exposició a la Sala Dalmau de Barcelona amb els treballs dels alumnes de l'Escola, dels quals destaquen Gabrien Gelada --el més influenciat per Pascual--, Josep Pujol, Vicenç Solé-Jorba, Marcel·lí Muntañola, Lluís Gratacós, J. Fontfreda i Marià Llavanera. A més d'aquesta exposició, Iu Pascual exposa normalment a Barcelona l'obra pictòrica olotina, i, aquest mateix any, la Junta de Museus de Barcelona adquireix per dues mil pessetes l'obra titulada Hivern per ser destinada als museus artístics municipals.

### Els anys vint
Per a Iu Pascual, la dècada dels vint és d'absoluta plenitud; en podríem dir els millors anys de la seva vida. Són uns anys de total arrelament a Olot, on va treballar i es va realitzar en tots els aspectes: pictòricament, ambientalment i musicalment. A més de l'Escola de Belles Arts, tenia un lloc on podia compartir l'amistat de dues persones molt afins a ell: Francesc Vayreda i Ignasi Mallol. Tots tres van construir un tercet inseparable a l'hivern, que augmentava a l'estiu, quan arribaven altres pintors i amics, que formaven una penya: Enric Galwey, Marià Llavanera, Carles, Pascual, Mallol, Eveli Barnadas, Rafael Benet, Rafael Llimona, Bonaterra, etc. Moltes vegades sortien a pintar tots junts cap a les Corominotes o als voltants de la Moixina. Els millors quadres d'Iu Pascual són d'aquests anys. El 1919, Pascual escriu una carta a Llorenç Artigas en què confessa textualment: "He seguit sempre els mestres de l'Escola francesa perquè crec en el paisatge, són els únics, Pussin, l'holandès Patinir, Corot, Sisley", i és que, durant els anys vint, la línia pictòrica de Pascual s'allunyà d'aquests mestres i es tornà força més personal, però cal tenir en compte quins van ser els seus preferits.
L'estiu del 1921, els seus pares li van donar una mala notícia: l'oncle Anton, el seu padrí, era en una clínica de Barcelona greument malalt. Això va afectar íntimament Iu Pascual. Anton Rodés i Ballester va morir el 27 de juliol i el van enterrar a Reus. El trist succés va motivar el trasllat del pintor a Reus, i d'allà a Cornudella, ja que la seva següent exposició, el 1922, a la Sala Reig de Barcelona, va mostrar quadres pintats allà.

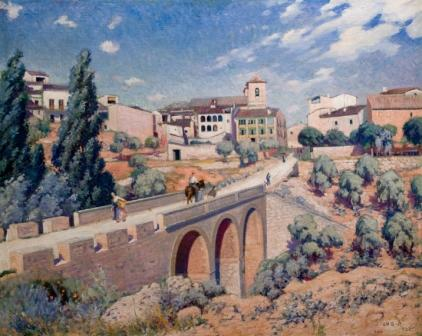
Cornudella, 1922. Museu Víctor Balaguer

El 1923, Ignasi Mallol, Joan Colom i Agustí i Iu Pascual van fer un viatge a l'estranger. Tots tres s'avenien molt i tenien una sensibilitat semblant i uns gustos que no diferien gaire. Iu Pascual deixa escrit que van visitar París, Brussel·les, Bruges i Londres.
En l'àmbit familiar, els anys vint van portar bones notícies. Ybo Pascual, el pare d'Iu, va ingressar com a empleat a la Junta d'Obres del Port de Barcelona, una feina que li va permetre superar les penúries econòmiques familiars i que va conservar durant gairebé la resta de la seva vida. Aquesta notícia va suposar un alleujament per a tota la família, però pocs mesos més tard trobem una notícia trista i dolorosa: el seu cunyat Xavier Monsalvatje i Iglesias arriba a Barcelona convalescent d'una malaltia. Finalment es mor i deixa quatre fills petits i la seva esposa, la Mercè, germana de la muller del pintor. Pascual i la seva esposa no havien tingut fills i ara que se'ls presentava una ocasió van decidir afillar el nebot més petit, en Jordi. Des d'aquell moment, Iu Pascual compartiria la seva vida afectiva amb dues persones: la seva muller i en Jordi.
Amb el pas del temps, Olot es va anar eixamplant i l'obertura d'una nova via va suposar l'enderrocament d'un seguit de cases, entre elles la del pintor. Aquestes obres començaren l'any 1926, quan la família es traslladà a un pis de la plaça Clarà.
A finals dels anys vint, Olot viu les sotragades socials que enderrocaran un règim dictatorial, però l'ambient del carrer és el de sempre. Aquells anys van ser per a Iu Pascual uns anys d'eufòria: l'Escola funcionava amb eficàcia, amb Francesc Vayreda organitzaven conferències i actes culturals a l'Orfeó Popular Olotí, a l'estiu s'enriquien amb la presència de pintors i literats que animaven les tertúlies, Les Arts i Els Artistes continuava funcionant en el món barceloní i tot afavoria que el pintor dugués a terme una idea obsessiva que no va abandonar mai: donar una nova embranzida a l'Escola de Belles Arts. Les peticions i els suggeriments que va fer a la Diputació i a l'Ajuntament d'Olot van ser constants, i, finalment, el 13 de gener de 1928 la Diputació va acordar augmentar la plantilla de l'Escola amb un professor de dibuix d'arts de la construcció i un altre de dibuix industrial, i adjudicar aquests càrrecs per concurs.
Iu Pascual sabia que per aconseguir l'interès de la gent per l'Escola calia donar a conèixer al públic la feina que s'hi feia i per això es va proposar crear a Olot un centre on els olotins poguessin veure amb certa continuïtat i regularitat les obres dels alumnes de l'Escola i dels pintors de fora que contribuïssin a la seva formació estètica. Fins llavors, a Olot no hi havia cap sala d'exposicions de caràcter fix, i va ser el 1929 quan Pascual va poder dur a terme aquesta idea. El pintor era amic d'Adolf Puig i de Ramon de Roca, concessionaris de la marca Citroën, que van decidir obrir un local per a l'exhibició d'automòbils i d'acord amb Iu Pascual van reservar un petit espai per fer-lo servir de sala d'exposicions. La nova sala va ser batejada com a Saló Citroën i es va inaugurar el 31 de juliol d'aquell any, amb una mostra d'homenatge als grans mestres olotins. Després d'aquesta primera exposició, el 7 de setembre, amb motiu de les Festes del Tura, es va obrir la segona, amb la participació dels pintors Ramon Barnadas, Domènec Carles, Melcior Domenge, Enric Galwey, Pere Gussinyé, Iu Pascual, Josep Pujol, Vicenç Solé-Jorba i Francesc Vayreda i dels escultors Martí Casadevall i Mombardó, Lluís Curós, Sabel Costa i J. Martus.

### La mort de Francesc Vayreda
Cap al gener del 1929, Iu Pascual preparava una exposició a La Pinacoteca, i Francesc Vayreda, una altra a la Sala Parés. Pascual se'n va anar a Barcelona carregat de quadres. El seu amic ja feia dies que hi era. El 2 de febrer, Pascual, com havia anunciat, va obrir la mostra de pintura, però el seu amic no va poder assistir a la inauguració perquè estava molt malalt, amb febre, i havia hagut de tornar a Olot. Quan Iu es va assabentar del seu greu estat de salut va deixar els quadres i es va traslladar a Olot de seguida. Pocs dies després, el 7 de febrer, va morir el seu gran amic Vayreda. La notícia va circular per tot Catalunya. L'enterrament va ser una mostra de dol emocionat a la qual no va faltar ningú: entitats olotines i barcelonines, tots els amics pintors i els alumnes de l'Escola. Després de l'amarga mort del seu company, Iu Pascual va tornar a Barcelona. Aquell mateix any, pel novembre, Pascual va tornar a exposar individualment a la Sala Parés, i, tot i que les crítiques van ser favorables, ell no estava d'humor. Aquell estiu, Ignasi Mallol va decidir marxar d'Olot per anar a Tarragona i abandonar Olot, i va deixar més sol Iu Pascual.

### Els anys trenta
Pel juny de 1930 la família Bassols compren la casa del carrer Mulleras número 4 d'Olot, i a la planta baixa s'hi traslladà la família d'en Pascual. Aquesta casa tenia un jardí que tot i ser modest, va ser molt important per Pascual i els seus, va ser una finestra oberta a l'exterior. El seu afillat allà va començar a utilitzar els pinzells. Iu Pascual sentia encara la soledat al seu interior, i mogut per un gran sentiment de tristesa i solitud va refugiar-se a l'Escola. El 24 de setembre de 1930, després de múltiples gestions la Diputació va aprovar l'ampliació de les ensenyances de l'Escola un cop més, afegint tres nous professors a la plantilla D'aquesta manera els alumnes podien repartir-se millor les afeccions i les feines. L'Escola donava proves de vitalitat i anava agafant prestigi. El "Saló Citroën", per raons alienes, va desaparèixer i va ser quan professors i alumnes van sol·licitar a l'Ajuntament una subvenció per ajudar-los a continuar aquella obra tan beneficiosa per a tots. El desaparegut "Saló Citroën" es convertí en la "Sala Vayreda", la inauguració de la qual va tenir lloc el 2 d'agost de 1930. Aquesta s'organitzà com una societat, amb socis i pagament de quotes, però al cap de poc temps es veié obligada a tancar les portes. Iu Pascual no esperà per demanar la cessió d'un espai a l'Ajuntament. El 14 d'abril, després de les eleccions municipals, s'instaurà la República. Davant el canvi d'Ajuntament, Pascual volia introduir noves orientacions i obtenir millores per l'Escola de Belles Arts. Demanà nous locals més adequats a l'ensenyança.
A mitjans de març del 1931 la premsa comença a donar publicitat a les Bases del Concurs "Montserrat vist pels pintors catalans", Iu Pascual s'interessà per participar-hi i en resulta guanyador del primer premi amb la seva obra "Madona Bruna". A Olot la notícia fou ben rebuda, i el 2 de desembre els seus amics i companys realitzaren un sopar d'homenatge a Pascual, al qual assistiren una quarantena d'amics i deixebles de l'Escola. La Junta del "Cercle Artístic de Sant Lluc" oferí a tots els artistes premiats un sopar d'homenatge que va tenir lloc el dia 4 de desembre, a l'Hotel Orient de Barcelona.
L'any 1931 també van ser acceptades dues de les seves demandes: la cessió de nous locals per a l'Escola i d'unes dependències destinades a la "Sala Vayreda". L'eufòria del pintor, davant fets tan favorables, va conduir-lo a comprar un terreny al costat de casa seva, on construir-hi un taller.
Durant aquesta dècada Iu Pascual va ser un personatge molt important i conegut a Olot, i les tertúlies a casa seva podien comparar-se amb les que tenien lloc al casal dels Vayreda durant els anys vint. Iu Pascual, Rafael Llimona i Domènec Carles eren el trípode principal d'aquelles tertúlies, ja que els tres coincidien en la mateixa casa. És possible que arran d'aquestes converses es perfilés la idea de com plantejar a la Generalitat, un cop ja s'havia aprovat l'Estatut d'Autonomia de Catalunya de 1932 la creació a Olot d'una Escola Superior de Paisatge.
Inicis de la nova "Escola Superior de Paisatge"
Un cop institucionalitzada la Generalitat de Catalunya, Iu Pascual va considerar aquell el moment més adient per convertir en realitat el seu somni de crear a Olot una Escola de Paisatge. Va escriure una carta esmentant els pintors d'Olot que intentava convèncer el Consell de Pedagogia que la creació de l'escola era més que justificada. Els deia que disposava de local i explicava les iniciatives de com aquesta Escola hauria de funcionar. El Consell de Cultura de la Generalitat, en la sessió del dia 2 d'abril de 1932 va aprovar un informe en el qual s'ajornava la creació de l'escola fins que es formulés el pla general d'Ensenyament Artístic a Catalunya.
Iu Pascual, com a director de l'Escola de Belles Arts" havia proposat a l'ajuntament els alumnes que participarien dels Premis Mulleras, i el 1932 proposa alguns deixebles destacats com Martí Rubió i Triadú i Sebastià Congost en la secció de dibuix, Josep Tresserras i Casabó i Miquel Mata i Garriga del segon curs i Ramon Llumà Benet en la secció de pintura a l'oli. En parlar d'aquesta nova etapa de l'Escola Menor de Belles Arts, iniciada arran l'adveniment de la república, Iu Pascual feia referència a la importància d'haver augmentat les ensenyances, i anunciava la creació de noves seccions. L'Escola agafava un aire nou a conseqüència de la seva adscripció directa a la Generalitat de Catalunya. Aquesta nova etapa va coincidir amb l'obertura de la "Sala Vayreda" als locals de l'antic convent del Carme. La nova Sala fou una autèntica institució ciutadana, una pantalla on es projectaven les activitats de l'Escola, on s'exposaven les obres dels alumnes.
L'estratègia utilitzada per Iu Pascual per tal d'agilitzar la creació de l'Escola va ser senzilla i efectiva: consistia a donar a conèixer els treballs dels seus alumnes, i així organitzà a la Sala Vayreda una exposició inaugurada el 31 de març de 1934. Es convidà a l'acte a les Autoritats locals i al senyor Comissari Delegat del Govern de la Generalitat de Catalunya a Girona, el senyor Puig i Pujades, un bon ambaixador de la Generalitat que recolzà la balança en favor de les propostes de Pascual, fent que aquest culminés les seves gestions l'estiu d'aquell mateix any.
Iu Pascual continuava amb les seves exposicions anuals a "La Pinacoteca" de Barcelona. Les Arts i els Artistes semblava entrar en la rutina, havent deixat el seu esperit revolucionari dècades enrere. A Olot, d'altra banda, l'activitat de la "Sala Vayreda" era exemplar, succeint-se exposicions amb constància. Un cop van ser realitzades totes les gestions, la nova "Escola Superior de Paisatge" va partir cap a la recerca de més amples horitzons i l'Escola Menor de Belles Arts, sota la direcció de Martí Casadevall, va continuar impartint les seves ensenyances, al mateix edifici però amb total independència.
Una de les incorporacions en la nova Escola va ser Pere Créixams, un professor que va viure a Montmartre i sovint feia escapades a Barcelona, on havia nascut. A París feia de tipògraf i pintava, i a l'Escola va exercir com a professor de litografia. Amb el segon curs en marxa el nombre d'alumnes matriculats ja era força notable, comptaven amb les tasques pedagògiques necessàries per a excel·lir en la interpretació del paisatge, com eren el model en viu, el dibuix i cursets sobre diverses especialitats. La tasca principal es realitzava a l'aire lliure, i l'Escola tenia llogada una masia anomenada Cadevall, amb bestiar.
Els alumnes d'aquella escola eren molt selectes, al llistat d'inscrits de l'any 1935 hi consten els següents artistes: Isidre Aubert, Ramón Barnadas, Miquel Bosch, Tomás Capdevila, José Coll Bardolet, Sebastià Congost, Lluís Gómez, Joaquim Planagumá, Josep Pujol, Martí Rubió, Josep Mª Vilà Canyelles, Maria C. Vilumara, Xavier Vinyolas, Ramón C. Denny, Vicens Solé i Jorbá, Ángel Vila, Joan Cabirol, Lluís Carbonell, Jaume Casas, Salvador Corriols i Joaquim Marsillach.
El 16 de febrer del 1936 se celebraren les eleccions que va guanyar el Front popular, i amb el triomf de les esquerres, la Generalitat tornava a la normalitat, i des de Lluís Companys fins al darrer Conseller es reincorporaren als seus càrrecs. Ventura Gassol reprenia la presidència de la Conselleria de Cultura, i gràcies a la bona relació d'aquest amb Iu Pascual es van cedir els salons de la Casa de l'Ardiaca de Barcelona, en un acte solemne. L'exposició aquí emplaçada va ser comentada per tota la premsa barcelonina.
De tornada a Olot, Iu Pascual planteja el nou curs acadèmic augmentant el nombre de professors i estructurant un programa molt ben elaborat. Bosch Roger donaria classes de paisatge urbà, Manuel Humbert les de gravat al boix, Vila i Arrufat de litografia, Francesc Labarta de teoria i Xavier Nogués d'aiguafort. L'horari era molt complet i l'èxit estava gairebé garantit.
La Guerra Civil
El juliol de 1936 començà la fatídica guerra civil. Pels carrers d'Olot un grup d'escamots iniciaren la destrossa i la crema dels temples. Van ser alguns olotins els qui van impedir que el foc ho arrasés tot. Un d'ells va ser Iu Pascual, juntament amb el doctor Danés i Torras. Segons Ramon Grabolosa en el grup de persones que salvaren el tresor d'Olot podem veure també a Ramon Sadurní, Pelegrí Serrat, Joan Sellas, Narcís Agustí, el doctor Moret i d'altres. Aquests fets van sacsejar i trasbalsar completament la població, i durant uns dies a l'Escola no es van donar classes. Alguns deixebles van desaparèixer i alguns professors ja no van comparèixer. L'ambient s'anava recloent i el quart curs ja no es va anunciar: l'Escola funcionava per inèrcia. La majoria d'alumnes s'incorporaven l'any 1937 a l'exèrcit republicà o s'evadiren cap a França. Iu Pascual combinava les classes amb la pintura de cavallet, acompanyat per Josep Pujol i Ripoll. Aquell any mateix van anar a Olot els encarregats de salvaguardar els objectes i obres d'art dels Museus de Barcelona, personatges com Joaquim Folch i Torres, Pere Bohigas i Tarragó administrador general, Manuel Grau restaurador, Joaquim Borralleres secretari de la Junta de Museus, Pere Coromines i Montanya i d'altres. Els nouvinguts eren amics de Nogués, de Labarta i de Pascual, afegint-se a les tertúlies i freqüentant algunes de les classes de l'Escola.
Cap al 1938 la situació era insostenible. Cada cop eren més els refugiats de guerra que arribaven a Olot i els diners van perdre el seu valor en favor de, per pura necessitat, l'intercanvi d'articles. Cap al gener de 1939 Barcelona va caure en poder de les tropes franquistes. Aquí començà l'èxode, amb gent desesperada que travessava Olot buscant una frontera.
La Postguerra
Pocs dies després de l'entrada dels nacionals a Olot van apartar-lo de la direcció de l'Escola Superior de Paisatge, aquella per la que tant havia lluitat. Al març del mateix any va presentar la declaració jurada d'activitats per sotmetre's a la preceptiva depuració política, on manifestava haver estat soci del "Casal català" des de la seva fundació, que ingressà per concurs a la direcció de l'Escola Menor de Belles Arts d'Olot, que exercí el càrrec de director de l'Escola Superior de Paisatge i que fou membre del Patronat per a la salvaguarda i conservació de les obres d'art dels Museus de Barcelona, que s'havia afiliat a la U.G.T i que havia estat President de l'Associació de Música de Cambra, fundador de la Sala d'Exposicions "Sala Vayreda" i soci de les entitats "Orfeó popular olotí", "Círculo olotense", "Cercle catòlic" i "Ateneu Obrer".
Iu Pascual havia estat denunciat per presumptes fets que el feien sospitós davant les Autoritats militars com a persona desafecta al nou règim, i el 22 de març fou detingut. Aquests fets van coincidir amb la tornada del seu afillat Jordi, que havia tornat del front i es trobava greument malalt. En tornar a Olot, Iu Pascual es va trobar més sol que mai, ja que tots els seus amics havien marxat. La seva via d'escapada era la pintura, i es va posar a pintar l'únic tema que tenia a l'abast: el jardí de casa seva. Mogut pels records i amb imaginació, el va pintar amb la gent que l'havien freqüentat. Durant tota aquella temporada va pintar paisatges urbans, per tal de no cridar massa l'atenció amb un judici pendent. Del judici no en sabia res, i quan tractà d'aclarir-ho només va poder saber que l'informe de la Falange deia "socio del Casal, rojo separatista".
Arribaren notícies pitjors el 22 de juliol de 1939, amb la mort del Jordi, que no havia complert encara els vint-i-dos anys. En aquests moments tan difícils va ser la seva dona Maria qui assumí el paper de cap de la casa.
Cap a principis de 1940 se celebrà a Girona la vista del judici militar instruït contra Pascual, i el senyor Auditor de guerra n'acordà l'absolució. Un cop passada l'angoixa va voler continuar la seva trajectòria artística, i reprengué les seves relacions comercials amb el senyor García de "La Pinacoteca", tornant a Barcelona i retrobant vells amics. Amb el fracàs que presentà l'exposició amb quadres de nova temàtica va recordar un paisatge estimat, el de Cornudella, i allà va anar. El matrimoni va acomodar-se a casa del senyor Roig, un bon amic de Pascual, i allà van començar de nou. Després d'aquesta llarga etapa va rebre l'encàrrec d'anar a pintar al Balneari de Cardó, i es traslladà amb la seva dona a Benifallet, i uns quatre mesos després, havent pintat unes deu teles va tornar a Olot.

### Darrera etapa
La tardor de 1940, ja a Olot, Pascual va rebre la visita de Joan Teixidor, un vell amic i crític d'art de "Destino", on va divulgar les creences i pensaments més íntims del pintor. Les festes de Nadal de 1940 el matrimoni va passar-les a Barcelona. La mare del pintor, que estava molt malalta, va morir el gener del 1941 deixant els dos fills sols. Després de l'enterrament de la seva mare Iu Pascual tornà a Olot i allà va preparar la seva propera exposició a "La Pinacoteca" pel març de 1941, amb un èxit relatiu. Al cap de tres setmanes el pintor exhibia gairebé totes les obres d'aquella exposició al "Salón Arte" de Bilbao, i així el Museu d'art de Bilbao va adquirir un dels quadres exposats.
El setembre de 1941 Iu Pascual es traslladà a Sant Esteve d'en Bas, a casa del seu nebot. Allà pintava el mateix motiu a distintes hores del dia i en diverses mides. Aquella temporada va pintar molts quadres i va fer algun amic. L'exposició corresponent a La Pinacoteca fou tot un èxit.
Acabat l'estiu de 1942 Iu Pascual s'assabentà que li havien obert un expedient per a exigir-li responsabilitats polítiques amb els següents càrrecs: "1º. Profesar ideas izquierdistas. 2º. Pertenercer a la U.G.T. y 3º. Haber hecho una guardia en la Iglesia de los RR.PP. Escolapios". L'expedient es va tramitar però mai se'n va conèixer el resultat.
El Nadal de 1943 torna a estar a Olot, i a pintar els seus paisatges. El maig de 1944 va tenir un ensurt amb el seu cor, i va haver de cuidar l'alimentació i deixar el tabac. A partir d'aquest any les seves estades a Barcelona s'allargaren, i aquella proximitat li facilitava l'assistència a les tertúlies on participaven el violinista Francesc Costa i Carrera, els col·leccionistes Vidal de Llobatera, Gustau Camps i Lluís Rivera, els pintors Anglada Camarasa, Josep Porta, Alexandre de Cabanyes, Joan Morral i d'altres. Però les seves estades no podien qualificar-se d'assídues, sinó que hi anava quan podia i vivia oficialment a Olot.
A l'estiu de 1945 va fer una escapada a Cornudella. Quan se sentia trist es refugiava en aquell poblet del Priorat, fugint cap als seus millors records. En tornar a Olot van adonar-se que l'ambient no era propici i en enyorar els seus amics de "La Pinacoteca", Pascual va decidir anar a Barcelona llargues temporades. Iu Pascual va trobar un refugi en la penya de "La Pinacoteca" on els seus amics li oferien conversa. L'eix de la seva vida eren les tertúlies on es parlava de tot. Va ser en el si d'aquesta penya on Iu Pascual va conèixer una persona que li va obrir els horitzons dels anys futurs, Lluís Rivera, un propietari important de Riudarenes. Ell pintava per esplaiar-se, li encantava la bona música i tocava el piano, a més coneixia una munió de pintors. Aquest convidà a Pascual i la seva esposa a Riudarenes, i aquests realitzaren alguns viatges.

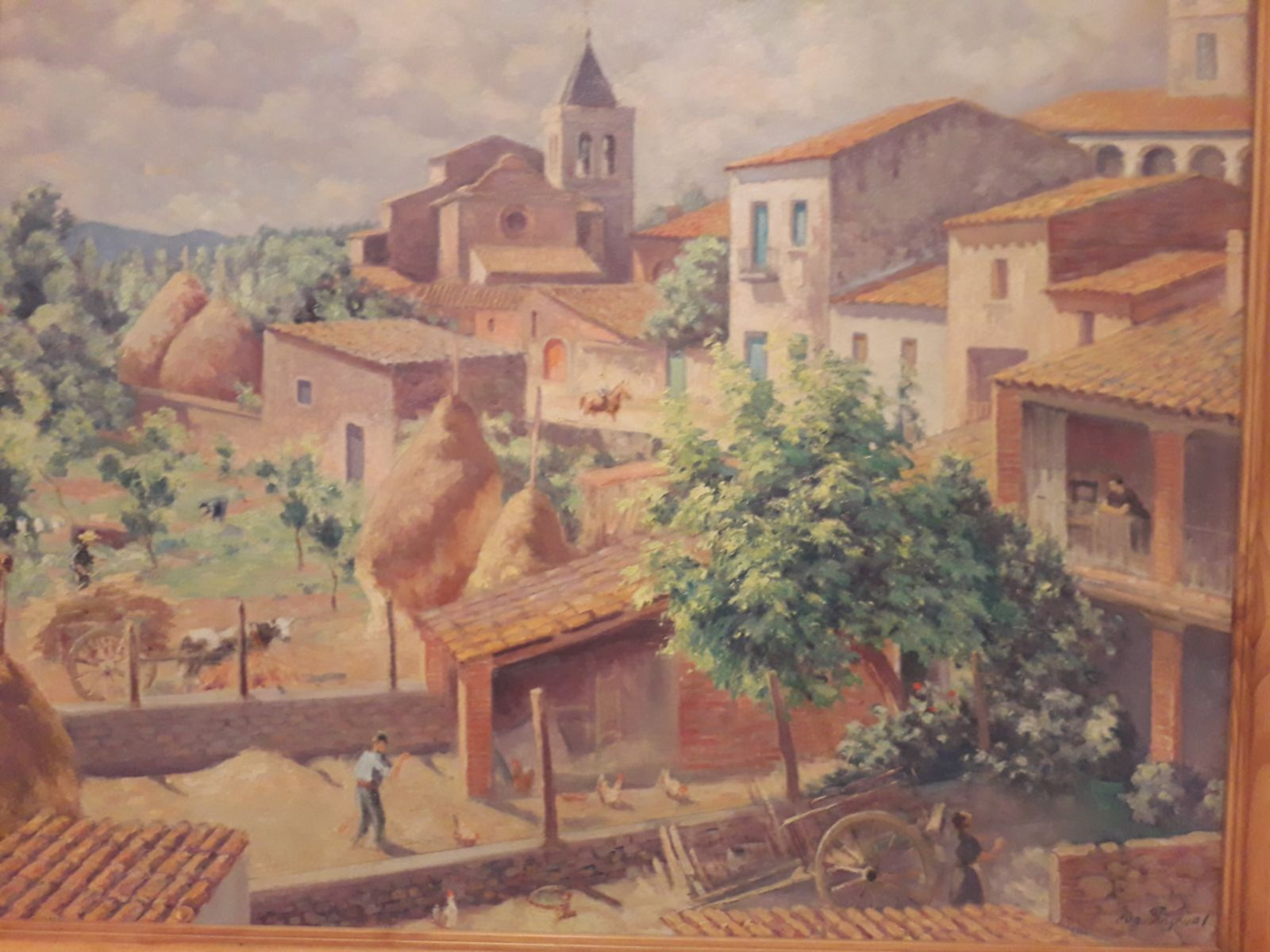
Vista del poble de Riudarenes, c. 1947-48, Oli sobre tela, 60 x 72 cm [https://coleccioncarmenthyssen.es/work/vista-del-pueblo-de-riudarenes-c-1947-1948/ © Col·lecció Carmen Thyssen-Bornemisza

El 1946 amb motiu de l'exposició col·lectiva presentada a Madrid, Iu Pascual va viatjar a la capital amb Josep Puigdengolas i Alexandre de Cabanyes. Pascual va aprofitar per veure els quadres de Joachim Patinir i Darío de Regoyos, al qual admirava apassionadament.
L'any 1947 Pascual va iniciar una nova etapa de la seva vida que, a partir d'aleshores, va girar al voltant de la família Rivera a Riudarenes, on el pintor viatjava sovint. S'hostatjaven a casa del matrimoni Rivera i van arribar a coincidir en diverses ocasions molts amics comuns, tots ells pintors, com Emili Bosch i Roger, Joan Colom i Agustí, Joaquim Mir i Trinxet, Francesc Domingo, Rafael Benet i d'altres. De retorn a Barcelona s'incorporava de nou en la tertúlia de "La Pinacoteca".

### Mort
La monotonia, sobretot a Barcelona, es feia present massa sovint. Els moments de tensió i depressió eren constants. L'any 1949 "La Pinacoteca" anuncia la magna exposició amb cinc mestres de la pintura catalana: Anglada Camarasa, Lluís Montané, Ernest Santasusagna, Josep Puigdengolas i Iu Pascual. El març d'aquell any va assistir a l'exposició de Rafael Benet a la Sala Parés, i després de contemplar les teles exposades va censurar severament la seva obra en les tertúlies. Aquell home prudent, educat i cavaller que era, va tenir una brusca reacció en contra d'un amic i company, i aquesta reacció només es pot entendre a conseqüència del seu anormal estat d'ànim.
El maig del 1949 va demanar al pintor Francesc Vidal i Gomà de fer-li un retrat. Es tractava d'un estudi per una composició, i aquest emprengué la tasca aconseguint un retrat que copsava l'exacta fesomia de Pascual. Aquell estiu van marxar a Riudarenes i en Iu Pascual va acomiadar-se de tots els seus amics de "La Pinacoteca" dient que mai més es tornarien a veure.
El divendres 29 de juliol de 1949 Pascual va fer un dia normal fins que, després de dinar es van sentir uns crits d'auxili de Pascual que va patir un atac de cor i va morir a l'instant. El dia de l'enterrament van traslladar-se d'Olot i Barcelona els parents i amics més pròxims. Va ser enterrat al cementiri de Riudarenes.
L'endemà els diaris donaren la notícia. Es deia d'ell que havia estat un home exigent amb ell mateix, obert a tota inquietud veritable. Joan Cortés a "Destino" escrivia "amb ell desapareix una de les figures més nobles, dignes i representatives del nostre art actual". Joan Ramon Masoliver a "La Vanguardia" deia que Iu Pascual fou el màxim exponent de l'escola olotina de la seva època, i que la seva pintura és plena d'ingenuïtat i aquesta nota es barreja amb una saviesa tècnica i una total puresa d'ànima. Assenyala que Pascual va tenir fins a l'últim moment el gran mèrit de saber-se rejovenir. Des de la perspectiva olotina, Josep Munteis a la revista "Pyrene" reconeix que Iu Pascual va donar al món fabulós de l'art olotí una vida nova, fent-lo sociable i elevant-lo de la petita anècdota escolar a una noble ambició.
Lluís Plandiura i Gustau Camps en sentir la tristesa de la mort del seu amic pintor, van voler retre-li un homenatge el dia del seu Sant, el 19 de maig de 1949, i organitzaren una exposició d'un representatiu grup d'obres seves a "La Pinacoteca", cenacle de les seves darreres tertúlies i les seves ininterrompudes exposicions des de 1928. L'exposició tindria lloc del 22 d'abril al 5 de maig, i amb aquest motiu editaren un ampli catàleg amb unes paraules de presentació de Carles Capdevila. Aquesta no fou l'única exposició que s'organitzà en honor seu, ja que el gener e 1951 un grup d'amics exposaren obres d'en Iu Pascual a la Sala Parés.

## Les Arts i els Artistes
Iu Pascual va ser el fundador i l'ànima de la institució Les Arts i els Artistes. La idea original potser va ser d'Eugeni d'Ors, que el 1909 va decidir reunir en una associació artistes de tota mena: arquitectes, literats i músics. Però la seva idea original va resultar massa ambiciosa i qui la va dur a la pràctica va ser, finalment, Iu Pascual. Va agrupar en una sola entitat tots els artistes joves i de vàlua, no només en el camp de les arts plàstiques, sinó també de la literatura i la música, de tendències diverses. Va ser el seu amic Francesc Pujols qui el va ajudar a executar aquesta iniciativa, juntament amb Josep Carner i Eugeni d'Ors; tots tres esdevindrien els puntals literaris del nou grup.
Les Arts i els Artistes es proposava donar a conèixer un moviment cultural ben patent a Catalunya, el Noucentisme. En aquells moments a Barcelona ja hi havia una entitat que agrupava artistes, anomenada L'Artística i Literària, dirigida per Modest Urgell. Era una entitat tancada de tendència molt conservadora. A Les Arts i els Artistes, la condició de soci provenia d'una idea d'afinitat. L'afinitat d'esperit en general s'esqueia entre la gent d'una mateixa edat, amb escapades cap a la generació posterior als fundadors.
L'entitat organitza la seva I Exposició d'Art de Pintura i Escultura el 30 d'abril del 1910. En el catàleg raonat podem llegir una declaració inicial de principis. Les seccions de l'agrupació van quedar establertes amb els següents membres:
- Pintura: Ricard Canals, Joan Colom i Agustí, Feliu Elies, Isidre Nonell i Iu Pascual.
- Escultura: Pau Gargallo, Miquel i Llucià Oslé i Ismael Smith.
- Música: Jaume Pahissa i Jo, Cristòfol Taltafull.
- Literatura: Jaume Bofill i Mates, Josep Carner, Eugeni d'Ors, Francesc Pujols, Ramon Reventós.

Queden incompletes les seccions de música i arquitectura. L'existència del grup suposava unes trobades anuals entre els membres, els col·leccionistes i la crítica. Al primer Saló hi concorren, a més dels organitzadors, Joaquim Mir, Manuel Ainaud i Sánchez, Alexandre de Cabanyes, Isern Alié, Sebastià Junyer i Vidal, Francesc Labarta, Xavier Nogués i Nicolau Raurich, i els escultors Enric Casanovas i Josep Clarà. En aquest primer Saló es van celebrar recitals de música i representacions d'Èsquil i Sòfocles.
El 2 d'agost del 1926 es va redactar un Estatut que fixava com a objecte de la Societat "protegir les arts i els artistes i fomentar les arts organitzant exposicions, conferències i altres actes encaminats a aquest fi". Aquests estatuts, molt breus i més aviat utòpics, testimoniaven l'existència i la vitalitat del grup.
Per la seva tendència, es pot dir que aquest moviment va marcar la fi del Modernisme i l'inici del Noucentisme, que perdurarà fins a l'any 1929. Francesc Fontbona no dubta a qualificar el grup d'associació noucentista per excel·lència. La premsa no es va fer gaire ressò d'aquest primer saló. "La Tribuna" del dia 4 de maig comentava l'exposició amb la frase "És difícil que els pintors aconsegueixin entendre's, però ara ho han aconseguit". J.M. Jordà té paraules d'elogi per la iniciativa, que defineix com "una agrupación a la manera del primitivo Salón de los Independientes de París, dedicada a estimular toda tendencia nueva y renovadora, donde todas las escuelas caben. Puede decirse que forman el nuevo Salón los más distinguidos y los más interesantes artistas de nuestra ciudad". La cloenda del Saló provocá una reacció positiva.
És Francesc Pujols qui es converteix en el defensor i portaveu de la societat. A les pàgines d'"El Poble Català", Pujols dedica elogis al treball fet per Iu Pascual i li rendeix un tribut d'admiració per "haver posat la primera pedra perquè Barcelona sàpiga que existeixen en ella obres artístiques a les quals els protectors de les arts poden aplicar els seus afanys protectors". Aquesta ajuda reclamada per Pujols obté una resposta contundent quan l'Ajuntament de Barcelona compra les principals obres de l'exposició per decorar les sales de la casa consistorial. D'Iu Pascual n'adquireix "Gritelles" i "Bosc del Graó".
Aquesta entitat, amb diverses oscil·lacions, canvis i vicissituds, va durar fins al 1936, quan va desaparèixer.

## Obra
- Pintures murals al vestíbul de La Pedrera

### Exposicions

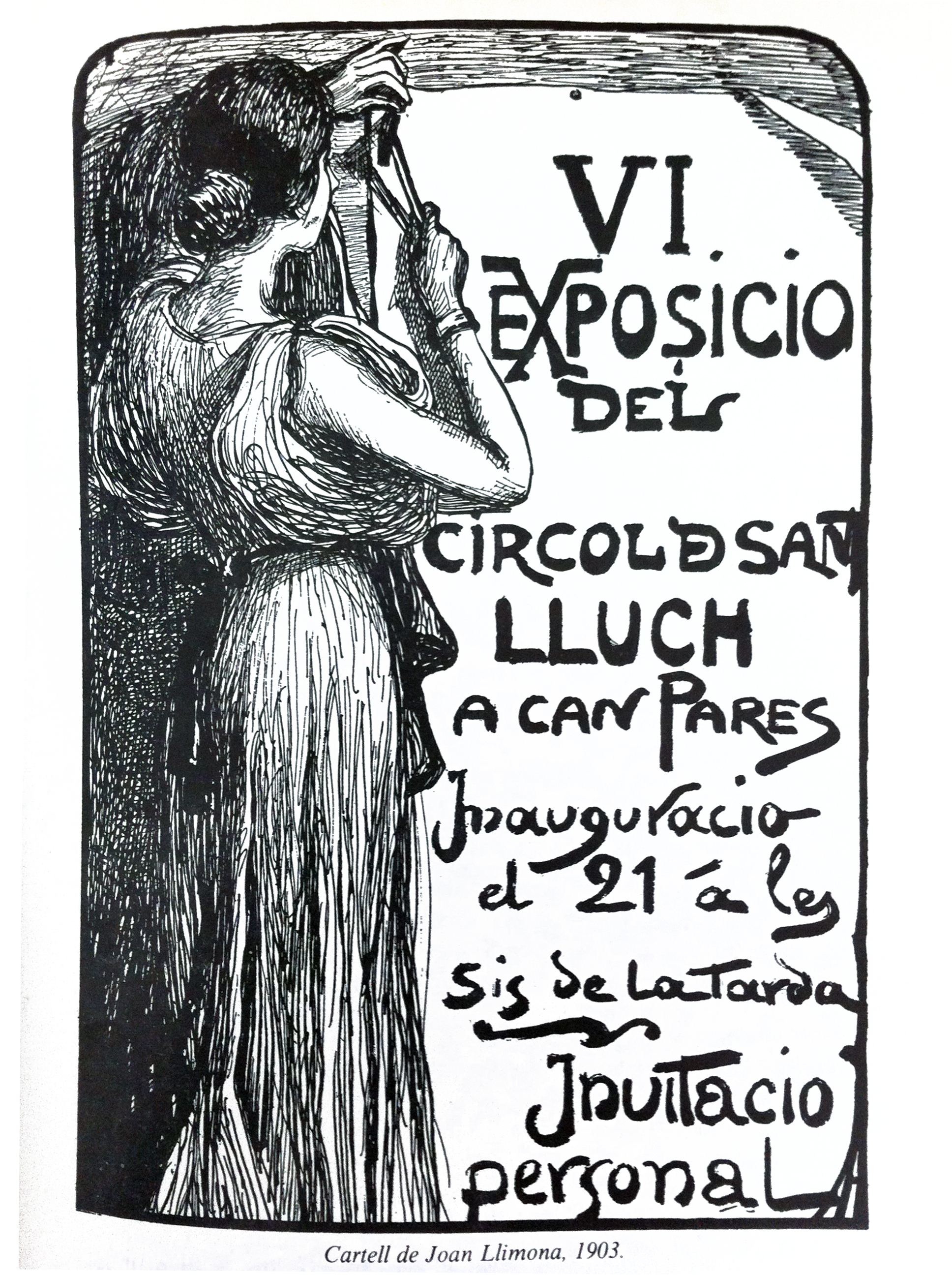
Cartell de Joan Llimona, 1903

- La seva primera exposició va ser la celebrada l'any 1902 al Cercle Artístic de Sant Lluc. Les exposicions que es feien en aquesta entitat eren sempre de caràcter col·lectiu, ja que el Cercle s'havia imposat aquesta línia de conducta. Iu pascual va convèncer el 1903 al seu amic Joaquim Torres i García perquè tots dos demanessin a la Junta el permís necessari per exposar les seves obres. La Junta ho denegà diversos cops, fins que degut a la insistència el Cercle va modificar els Estatuts i aprovà un Reglament per a les exhibicions individuals. Els dos joves tenien la porta oberta per donar a conèixer les seves obres.

- El 21 de gener de 1905 va exposar algunes teles a la Sala Parés del carrer Petritxol, del braç del seu amic Tomàs Viver, alumne de l'Acadèmia Baixas. El 14 d'octubre del mateix any va exposar en solitari, a la mateixa Sala Parés, i l'any següent, el 1906, ho fa en companyia de Joan Llimona. El mateix any que va exposar alguns petits quadres a Terrassa, a "Ca'n pa amb oli". La pintura d'Iu Pascual, segons Rafael Benet, no va agradar a Terrassa. No decaigué i aquell mateix any, va participar per primera vegada a la "Exposición Nacional de Bellas Artes" celebrada al Palau de les Arts i Indústries de Madrid, el dia 17 de maig. S'hi exhibien 1358 olis en total, i Iu va obtenir una Menció Honorífica.

- El 1907 el veiem a la V Exposició Internacional organitzada per l'Ajuntament de Barcelona, en la qual li atorgaren una tercera Medalla pel quadre titulat "Incienso del trabajo". Aquest any també prengué part a la "Manifestación artística" organitzada pel "Círculo ecuestre de Barcelona" en la qual participaren pintors de primera fila. El quadre d'Iu Pascual porta per títol "Codolà" i el seu preu és de mil pessetes, mentre el de Ramon Casas és de mil dues-centes.

- L'any següent, el 1908, fou especialment important per als inicis del pintor. Concorre la "Manifestación de obras de pintores y escultores catalanes" organitzada per l'"Acadèmia Provincial de Belles Arts de Barcelona", on exposa juntament amb Alexandre de Cabanyes, Armet, Enric Galwey, Santiago Rusiñol, Joaquim Mir, Torrescasana, Modest Urgell, Joan Llimona i d'altres. Amb el seu amic Alexandre de Cabanyes va exposar també a la Sala Parés els primers dies de març, i també al novembre en solitari. De totes aquestes exposicions se'n va ocupar la crítica en termes elogiosos i encoratjadors. Sovint li deien que arribaria lluny. En ressalten les tonalitats obscures o de penombra amb què tracta gairebé tots els temes, el titllen d'idíl·lic, malenconiós i solemne, l'alaben perquè pinta a l'aire lliure o plein air, en contacte directe amb la natura. Cridava l'atenció de la crítica que els xiprers en molts casos fossin els protagonistes de les seves teles.[nota 6]

- L'exposició que millor acollí la crítica fou la de novembre de 1908 a la Sala Parés. Raimon Casellas que havia criticat molt durament la pintura de Marià Pidelaserra, ara elogiava la de Iu Pascual.[nota 7]

- L'any 1910 va ser decisiu per la vida de Iu Pascual. L'estiu abans Pascual havia pintat intensament a Cornudella, als camps del Priorat i a Siurana, onze teles que s'exposaven a la Sala Parés el dia 8 de gener del 1910. L'estiu passat havia viscut a Barcelona una Setmana Tràgica que no s'oblidaria fàcilment, i després d'aquell sotrac els barcelonins retornaven a la calma i als vells costums, com anar a visitar les exposicions del senyor Parés.[nota 8]

- El dia 5 de febrer de 1911 Iu Pascual inaugura la primera exposició de pintures olotines a la Sala Parés. L'endemà la premsa barcelonina recollia les crítiques. És aquest el moment en què es comença a parlar de la influència de Camille Corot en la seva pintura. Jaume Bofill i Mates a "La Veu de Catalunya" estudia l'evolució pictòrica de Iu Pascual i opina que les terres d'Olot són les que més s'adiuen amb l'esperit del pintor, i que les seves teles no serien comprensibles sense les figures. Pascual s'ha enfrontat amb un nou paisatge i l'ha interpretat. El públic reacciona favorablement i compra gairebé tots els quadres exposats. El 25 de febrer de 1911 s'obre el II Saló de "Les Arts i els Artistes" a les galeries de Faianç Català, i durà fins al 12 de març. L'exposició només conté dibuixos, aquarel·les, pastels, aiguades i gravats d'artistes com Josep Argay, Ricard Canals, Ramon Casas, Josep Clarà, Joan Colom i Agustí, Feliu Elias, Enric Galwey, Francesc d'Assís Galí i Fabra, Pau Gargallo, Francesc Labarta, Joan Llimona, Josep Llimona, Joaquim Mir, Isidre Nonell, Xavier Nogués, Iu Pascual, Ismael Smith, Joaquim Sunyer i Joaquim Torres i García.

- L'any 1913 va fer la seva exposició anual al Faianç Català, les crítiques de la qual no aporten cap novetat. El 10 de gener del mateix any va prendre part en l'Exposició de "les Arts i els Artistes" a la Sala Parés, i també a la VII Exposició del Cercle Artístic de Sant Lluc a la mateixa sala.[nota 9]

- L'hivern de 1914 va organitzar a Barcelona una exposició antològica i retrospectiva dedicada a Francesc Vayreda, en el curs del Certamen Internacional de pintura i escultura, i patrocinada per "les Arts i els Artistes".

- El 20 de març del 1915 "les Arts i els Artistes" obre a la Sala Parés la seva IX Exposició.[nota 10]

- El febrer de 1920 va exposar vint quadres de temes olotins a Barcelona, i la Junta de Museus de Barcelona li premià i adquirí Vores del Fluvià. Aquell mateix any va concórrer - segons declaració seva -[3] a les exposicions internacionals de París, Portugal i Països Baixos, subvencionades per l'Ajuntament de Barcelona. També va pintar el quadre Nit de lluna a la Garrotxa l'any 1920 i el va regalar a Rafael Masó, avui en dia es troba a la Casa Masó, seu de la Fundació Masó a Girona.
- L'any següent va exhibir disset quadres a "El Camarín", una casa d'antiguitats del carrer Corribia de Barcelona, amb un gran èxit de públic, ja que es vengueren totes les teles. El 1921 alguns pintors catalans, entre ells Francesc Vayreda i Pascual - van participar en el Saló de Tardor de París.[nota 11]

- El 1922 envia dos quadres a la "Exposición Nacional de Bellas Artes" de Madrid.[nota 12]

- El 1923, Lluís Plandiura, el mecenes dels pintors catalans i col·leccionista del seu temps, va organitzar un Concurs d'Art del qual Pascual fou participant. Aquell any l'amistat entre els dos se'n va estrènyer molt.

- De l'Exposició del 1924 que es va celebrar a "El Camarín".[nota 13]

- L'any 1925 van tenir lloc tres exposicions a Barcelona, una col·lectiva a La Pinacoteca, una altra també col·lectiva d'art olotí a la qual participaren artistes com Vayreda, Berga, Galwey, Llimona, Rusiñol, Mir, Pascual, Carles, Mallol, Rafael Benet i d'altres, i la més important va ser la individual a les "Galeries Arenyes" de Barcelona.[nota 14]

- Un any més tard, el 1926, torna a exhibir a la mateixa galería, trobant-se el pintor en el punt culminant de la seva carrera. La "Gaseta de les Arts" del mes d'abril li dedicava uns articles d'ensaltiment de la seva obra, de la mà de Joaquim Folch i Torres, Josep Carner i Josep Maria de Sagarra.[nota 15]

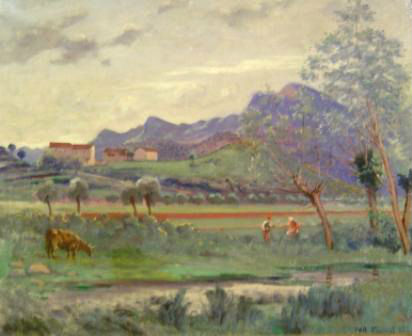
Paisatge d'Olot, 1926. Museu Victor Balaguer

- A les mateixes Galeries Arenyes del Passeig de Gràcia, núm. 670, exposà el dia 19 de febrer del 1927 la seva producció anual, i pocs dies més tard és a Madrid al "Salón Nancy", on el 23 de març inaugura una exposició individual. Els 28 quadres que portà van ser rigorosament seleccionats (disset temes olotins, vuit del Priorat, dues marines de Llançà i una pintura de Lladó). La crítica el tractà molt bé.[nota 16] El pintor torna a Barcelona molt content i satisfet, i reprengué els seus contactes i relacions habituals.

- El març de 1928 La Pinacoteca es veu forçada a traslladar-se al número 34 del Passeig de Gràcia, i l'artista que inaugurarà la nova sala serà Iu Pascual amb una exposició de trenta-vuit olis. Des d'aquell moment l'amistat amb el senyor Esmatjes, encarregat de la sala, serà sòlida i llarga. L'exposició fou un èxit comercial perquè l'artista va vendre més d'una vintena de quadres. La crítica, un cop més, es desfà en elogis a l'expert pintor. Com ja era habitual, per l'octubre Pascual participà en "El Saló de Tardor" que se celebrà a la Sala Parés[nota 17] i també al "Primer Saló de la Nova Revista", la selecció d'obra de la qual fos molt rigorosa, reduint els participants a dotze noms.

- Pel març de 1931 Pascual va exposar a La Pinacoteca i la crítica va defensar-lo d'aquells que l'acusaven d'amanerament, d'uniformisme... com Josep Maria Junoy a "El Matí" remarcant "un evident progrés, per exemple, en la representació dels celatges, en els quals no trobem la monotonia espacial, una mica estereotipada d'abans". En aquesta exposició el pintor va mostrar unes teles pintades a Palamós.

- El 13 de febrer de 1932 Iu Pascual inaugurava a La Pinacoteca la seva exposició anual, i Barcelona vivia moments difícils: Explotava una bomba a l'Ajuntament de Barcelona i els sindicats amenaçaven amb una vaga general. Tot i els inconvenients, aquesta exposició va tenir èxit, composta per setze olis: nou de Montserrat i set de temàtica olotina.

- Del 24 de febrer al 9 de març de 1934 celebra a Barcelona la seva exposició anual a La Pinacoteca amb vint teles, totes d'Olot. La crítica fou lleugerament polèmica i diversa.

- L'any 1935, un cop més a La Pinacoteca i després d'aquesta exposició Iu Pascual, absort per les tasques d'organització de l'Escola Superior de Paisatge d'Olot deixarà de pintar amb la intensitat anterior. La pausa durarà gairebé cinc anys i per les circumstàncies que va viure durant aquesta etapa, canviarà la seva temàtica i el seu paisatge bucòlic només apareixerà puntualment a les seves teles.

- L'any 1936 se celebra una exposició dels alumnes de l'Escola Superior de Paisatge d'Olot a la Casa de l'Ardiaca de Barcelona. El mateix any Iu Pascual exposa a La Pinacoteca una col·lecció de "monotips" que van ser jutjats contradictòriament pels crítics barcelonins.

- El febrer de 1940 torna a penjar quadres a "La Pinacoteca", però aquesta exposició no va convèncer ni el públic ni la crítica. La temàtica era nova, ja no presentava el paisatge olotí sinó que mostraven carrers i places, teulats i terrats. L'exposició fou un fracàs i un crit d'alerta.

- El febrer de 1941 torna a exposar a La Pinacoteca amb un èxit rotund de crítiques i vendes. Hi havia quadres del Priorat, però la majoria eren teles pintades a Sant Esteve d'en Bas. Els crítics ressaltaven el canvi de temàtica i el seu retorn als temes "olotins". Va vendre tres teles.

- El febrer de 1943 a "La Pinacoteca" va presentar vint-i-cinc teles, totes de Sant Esteve d'en Bas. Se'n va dir que la guerra havia afectat tan profundament a l'artista que hi havia moments en què semblava que seria incapaç de tornar als seus paisatges, però que en aquesta exposició semblava recuperat.

- L'exposició anual inaugurada el 27 de febrer de 1945 fou un èxit de crítica.[nota 18] El públic en canvi no va acompanyar i Pascual no va vendre ni una tela.

- El 26 de gener de 1946 va obrir la seva exposició, i Albert del Castillo del "Diario de Barcelona" va fer notar que els seus paisatges no eren vistos, sinó sentits. "Maricel" el qualificava com "digne hereu de Vayreda". El 31 d'octubre d'aquest any el senyor Raimon Maragall, gerent de la Sala Parés de Barcelona, li envià una carta en què li adjuntava un catàleg de l'Exposició "Paisajes y Marinas" que s'inaugurà a Madrid el 6 de novembre, en la qual hi figurarien quatre teles de Pascual. L'Exposició va tenir lloc al "Salón Vilches" i juntament amb Iu Pascual exposaren Rafael Llimona, Mallol-Suazo, Javier Blanch i Josep Pujol.

- El febrer de 1948 exposà a La Pinacoteca un seguit de teles amb temes d'Olot, Riudarenes i el Priorat. Els crítics feien sempre el mateix tipus de crítica a les seves teles.

- Després de la seva mort, un grup d'amics van organitzar-li una exposició a "La Pinacoteca, que tindria lloc del 22 d'abril al 5 de maig, i amb aquest motiu editaren un ampli catàleg amb unes paraules que li feien homenatge escrites per Carles Capdevila. Aquesta exposició fou comentada amb gran elogi.

- El gener de 1951 un grup d'amics exposaren obres d'en Iu Pascual a la Parés.
- A la Fundació Rafael Masó[5] de Girona es conserva el quadre Nit de Lluna a la Garrotxa, que Iu Pascual va pintar entorn a 1920.[6]

## Iu Pascual, mestre d'artistes
L'Escola de Belles Arts d'Olot era on Pascual desplegava la major part de les seves activitats. Ell va tenir en tot moment un especial interès a donar a conèixer el treball dels seus alumnes, tant a Olot com a Barcelona. A la que va tenir lloc a Olot l'any 1921 acudí Marià Llavanera (qui ja començava a obrir-se pas a Barcelona), Josep Pujol (qualificat com a personalíssim), Vicenç Solé-Jorba, Pagès, Gratacós, Sau i Ramon Barnadas. Els dos primers aquell any participaren, juntament amb el seu mestre, a l'Exposició de Primavera de la ciutat comtal. Destaca alguns alumnes com Ramon Barnadas, Josep Pujol, Vicenç Solé-Jorba, Josep Bohigas i Marià Llavanera.
A banda de les exposicions anuals per les festes del Tura, que any rere any constituïen una mostra més selecta i amb major ressò públic, cal esmentar dues més que tingueren lloc fora d'Olot i a les quals l'aportació dels alumnes olotins va ser molt elogiada. La primera organitzada l'any 1928 pel "Casino Menestral de Figueres" per les fires de maig, que segons el catàleg era una exposició provincial de belles arts.

## Iu Pascual i la música
En la seva joventut, Iu Pascual, com a bon aficionat a la música, no deixà mai passar per alt cap concert que valgués la pena. L'autor mateix ho descriuria, temps després, amb aquestes paraules: "Durant els catorze anys que vaig viure a Barcelona no vaig deixar de concórrer a cap concert dels que es donaven al Kricboom, a l'Associació musical, a Música de Cámara, als Amics de la música i no cal dir que no vaig faltar mai a aplaudir a totes les orquestres i eminències estrangeres que s'aturaven a casa nostra". Això enriquia més encara la formació cultural de Iu Pascual.
Iu Pascual es va definir, confessant a Llorens Aritgas dient "Tinc més afició a la música que a la pintura. Potser hauria sigut millor músic que pintor...". Era aficionat a compondre sardanes, música que considerava l'única per al paisatge, i com a paisatgista prova de suggerir noves sensacions que amb la pintura no podia plasmar.
En la seva infantesa, Iu Pascual havia aprés nocions musicals amb Antoni Urgellés, en canvi la seva formació artística va ser purament autodidacta. Durant els anys vint va compondre una primera sardana anomenada Rosa d'Abril i a aquesta varen seguir d'altres fins aproximadament una desena. No podem precisar la seva cronologia exacta, ni tampoc quantes van ser exactament, però sí que se'n conserven algunes: vuit amb instrumentació per a cobla, tres per a piano i una darrera datada el 1941 amb el títol de Celístia, dedicada a Francesca Batallé, muller del seu gran amic i protector Lluís Rivera de Riudarenes. En aquestes obres es manifesta sempre la rebarveració del seu fogós temperament. Potser en La Menuda, Les Albes i l'Abril, que sabem que són de la seva maduresa - al voltant de 1933 - s'hi perfila amb més claredat una jovial harmonia que les fa especialment atractives.

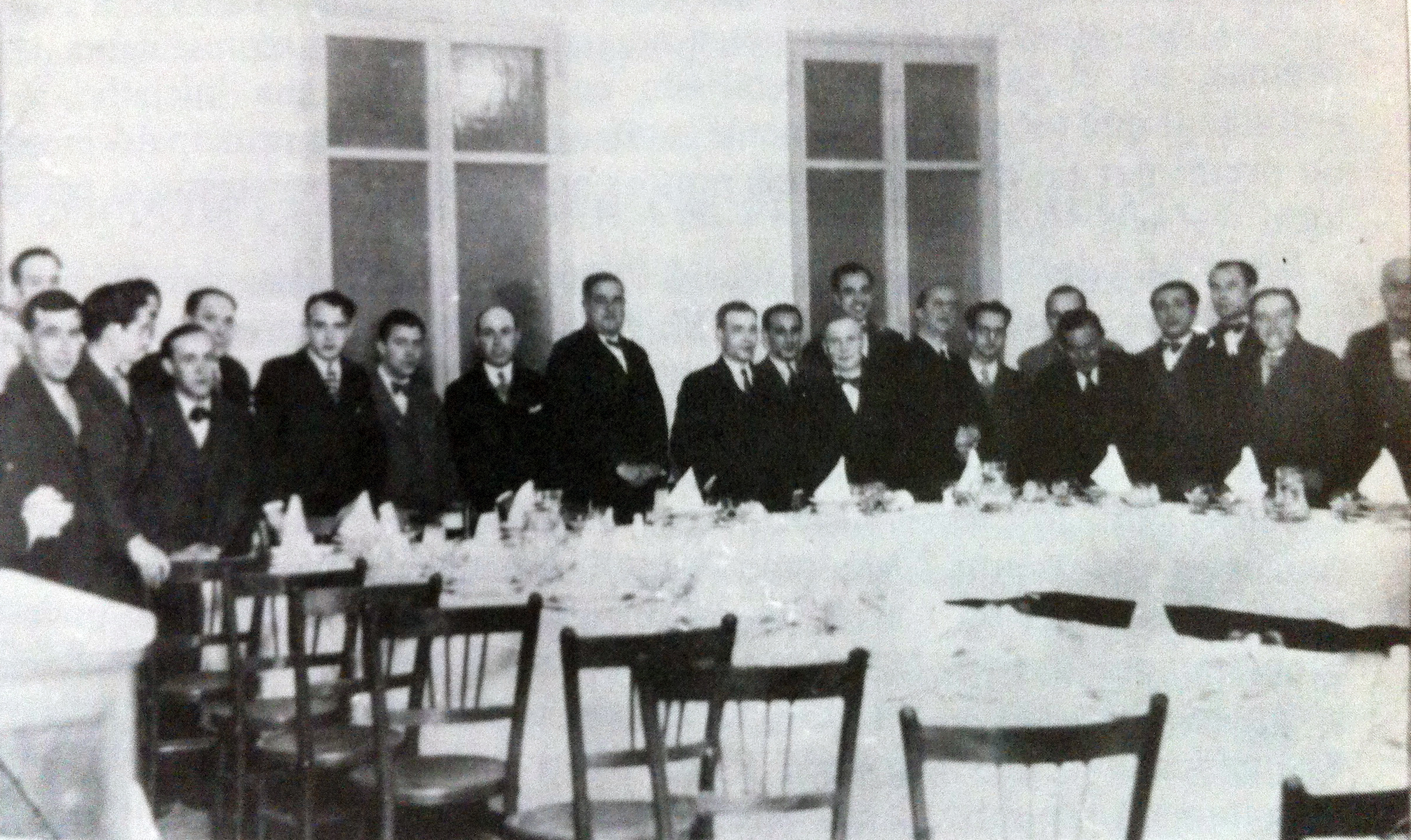
Sopar d'homenatge a Iu Pascual a l'Hotel del Parc d'Olot, amb motiu de la concessió del Premi "Madona Bruna" del concurs "Montserrat vist pels artistes catalans". (Foto arxiu Dou)

La sardana Puigsacalm és una de les més conegudes, i d'aquesta i d'altres les cobles d'Olot, la Cobla de Barcelona i La Principal de la Bisbal van oferir nombroses audicions en el període de la República, i també en els darrers anys de la seva vida.
El caràcter espontani de les seves melodies, tant com la depurada realització pianística, és una determinant de les cançons que va compondre, endevinant-se sempre una certa influència dels autors als que admirava, sobretot Robert Schumann, Strauss i Juli Garreta.
El 1926 va escriure Cançó a la futilitat amorosa, l'Oblit, O tu qui portes una rosa, les tres sobre poemes de Josep Carner, i Les pomeres del Corb amb text de Josep Munteis. Varen seguir després Violes desembrals, La pageseta de Francesc Pujols i Cançó d'abril també de Josep Carner, igualment que L'amant aciençal i Destins que figuren amb dedicatòria a Mercè Plantada a la partitura. Ella va ser qui va donar les primeres audicions d'aquelles obres, repetint-les en algunes ocasions. Concretament, en un recital celebrat a Olot el 1931 amb el pianista Alexandre Vilalta incloent-les en el programa.
L'any 1933 va tenir lloc un memorable concert íntim a La Pinacoteca de Barcelona amb motiu de l'èxit d'una de les seves exposicions.
Iu Pascual va ser fundador i president des de 1922 fins a 1935 de l'Associació de Música d'Olot, en la qual el va succeir el seu braç dret en aquella entitat, Jaume Tenas, aconseguint l'actuació d'artistes importants del país i estrangers. A Barcelona va fer-se gran amic dels músics Francesc Costa, Mercè Plantada i Eduard Toldrà. Però Iu Pascual sempre admirà a Juli Garreta com a ningú. També va tenir amistat amb Amadeu Vives i Enric Morera.

## Concursos, premis i reconeixements
A mitjans de març del 1931 la premsa comença a donar publicitat a les bases del concurs "Montserrat vist pels pintors catalans", l'admissió d'obres de la qual expiraria el 20 d'agost. Iu Pascual s'interessà per participar-hi i es traslladà prop de la històrica muntanya per triar un tema. Els primers mesos d'estiu els passà pintant a Montserrat, aconseguint unes set o vuit teles de la muntanya, i en acabar tornà a Olot. La visió de Iu Pascual fou la guanyadora del primer premi del concurs. El jurat - compost per Dom Celestí Gusi, Joaquim Folch i Torres (director dels Museus de Barcelona Manuel Trens (prevere Conservador del Museu Diocesà de Barcelona), els crítics Rafael Benet, Carles Capdevila, Màrius Gifreda, Josep Maria Junoy i Cèsar Martinell, secretari - va emetre el veredicte que concedia el premi a "Madona Bruna" dotat amb deu mil pessetes a Ivo Pascual. El 24 d'octubre el Monestir de Montserrat acollí la inauguració oficial de l'Exposició de pintures presentades al Concurs. El President de la Generalitat de Catalunya Francesc Macià va fer acte de presència, com també el reverend Pare Abat del monestir, les autoritats de Barcelona i Catalunya, moltes personalitats del món artístic i els artistes premiats. El premi "Madona Bruna" fou el més important que Pascual va aconseguir en tota la seva vida.